# Freeride World Tour

Эмблема соревнований

Freeride World Tour, Мировой фрирайд-тур – многоэтапные международные соревнования по фрирайду, в которых принимают участие сильнейшие спортсмены планеты. Соревнования проводятся среди мужчин и женщин в двух категориях: горные лыжи и сноуборд на наиболее престижных и приспособленных для этих соревнований горнолыжных курортах мира.

## История
Первые соревнования по фрирайду состоялись на Аляске в 1991 году и назывались World Extreme Skiing Championship (Мировой чемпионат по экстремальному катанию на лыжах). Успех и общественный интерес к этим соревнованиям вдохновили райдеров на организацию разнообразных соревнований по всему миру, среди которых особое место заняли соревнования в Вербье, Швейцария - Xtreme Verbier (Экстрим Вербье).
В 2007 году идея проведения международных соревнований, которые привлекали бы лучших фрирайдеров мира была реализована и состоялись первые многотуровые соревнования в четырёх отобранных для этих целей местах. Места проведения этапов соревнований тщательно отбирались и согласовывались с наиболее авторитетными людьми в мире фрирайда. Основными критериями выбора являлись: достаточное количество мест для спусков по снежной целине, соответствующий рельеф местности, удобство подъёма участников к месту старта, наличие удобных мест для средств массовой информации и зрителей, известность в мире мест проведения соревнований. В результате были отобраны четыре места на двух континентах, из которых три представляли столицы Зимних Олимпийских игр, а четвёртое - Мекка мирового фрирайда – знаменитая гора Бек-де-Рос (Bec des Rosses). Начиная c 2008 года этапы мирового фрирайд-тура проходят последовательно в следующих местах:
1. Красная Поляна, Сочи, Россия – столица Зимних Олимпийских игр 2014 года
2. Шамони, Франция – столица первых Зимних Олимпийских игр 1924 года
3. Скво-Вэлли, США – столица Зимних Олимпийских игр 1960 года
4. Вербье, Швейцария – всемирно известный центр соревнований по фрирайду

## Организация проведения соревнований

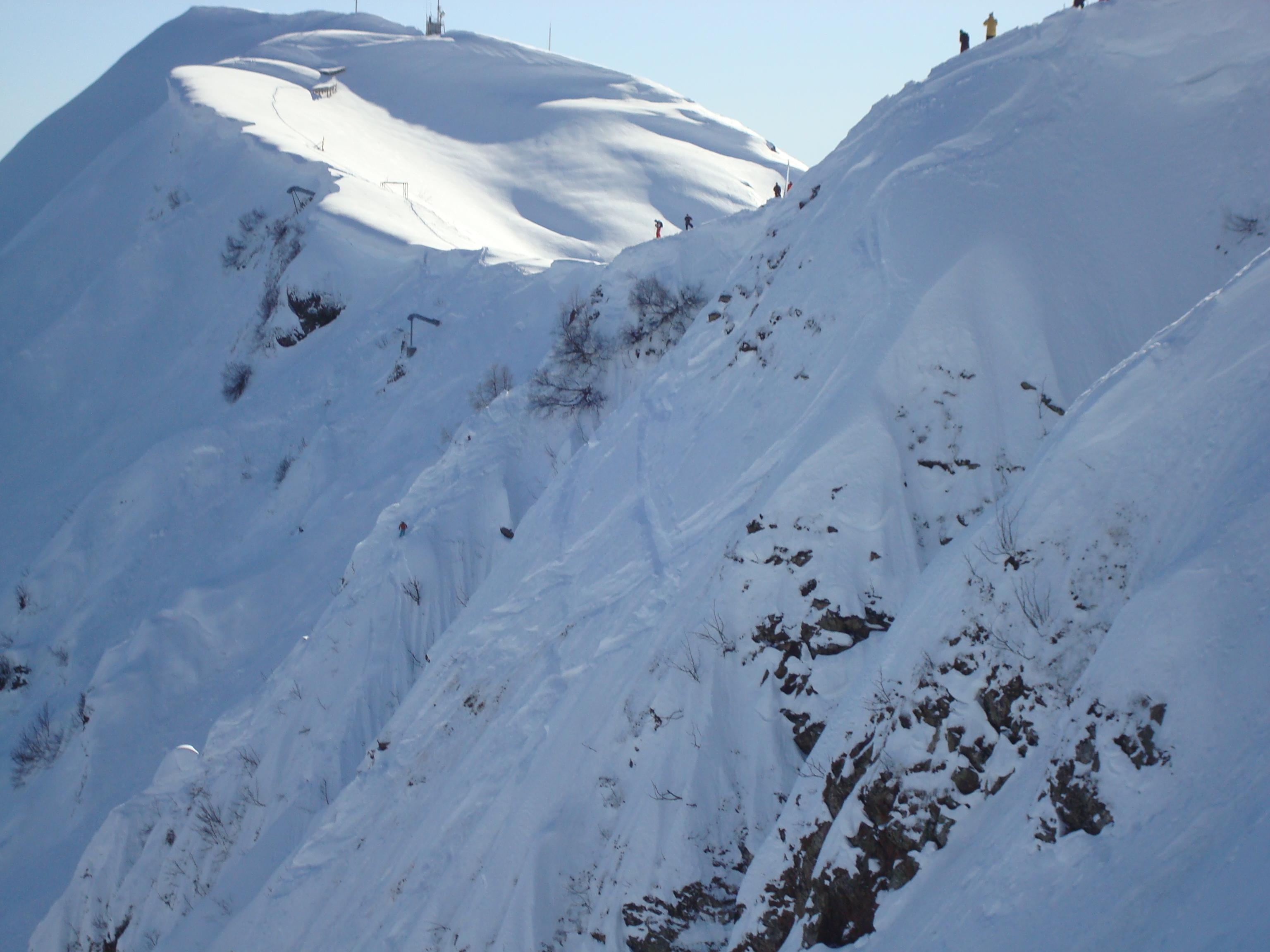
Соревнования мирового тура фрирайда в Салымовском цирке на склонах горы Аибга, Красная Поляна, в 2009 году

К участию в соревнования допускаются спортсмены, имеющие наивысший мировой рейтинг, то есть набравшие наибольшее количество очков на предыдущих соревнованиях. Некоторые спортсмены, не набравшие должного количества очков или не принимавшие участия в чемпионатах два последних года, но являющиеся признанными профессионалами в мире фрирайда получают специальное приглашение от организаторов (wild card).
Необходимыми условиями проведения соревнований являются:
1. Наличие сложных трасс
2. Достаточное количество пушистого снега
3. Хорошая погода, обеспечивающая равные условия для участников и возможность всем судьям видеть прохождение трассы каждым участником от начала до финишных ворот.

Спортсмены сами заранее выбирают линию спуска на отведенном для соревнований участке горного склона. При этом спортсмен не имеет права опробовать трассу до начала соревнований.
Все склоны перед соревнованиями перед началом заездов инспектируются группой обеспечения безопасности. Кроме того, все участники должны иметь личные средства обеспечения безопасности (лавинные датчики, средства ABS).

## Организация судейства
Оценки участникам выставляют судьи (три для горнолыжников и три для сноубордистов).
Каждый судья использует шкалу оценок от 1 до 10 баллов. В соответствии с методикой судейства при выставлении баллов судьи оценивают сложность выбранной траектории спуска, стиль прохождения, техничность, четкость и сложность выполнения трюков (прыжки, сальто), общее впечатление от заезда.
Методика выставления оценок выработана совместно с советом фрирайдеров (Pro Freeriders Board - PFB), что позволяет оценить спортсменов с различным стилем прохождения трассы .

## Сильнейшие спортсмены по результатам 2010 года

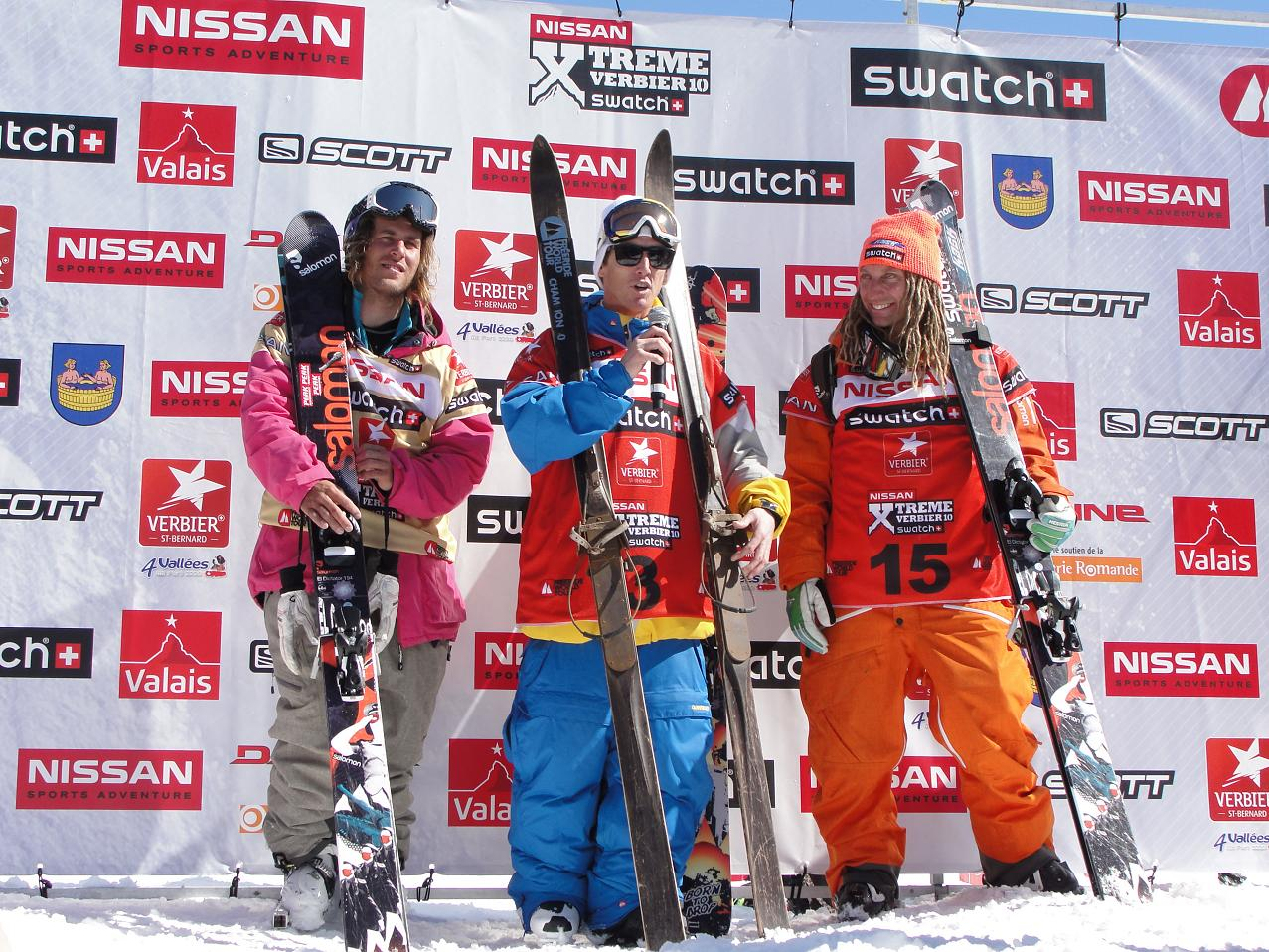
Горнолыжники-победители Freeride World Tour 2010. Слева направо: Хенрик Винстед, Кандид Тове, Кай Закриссон

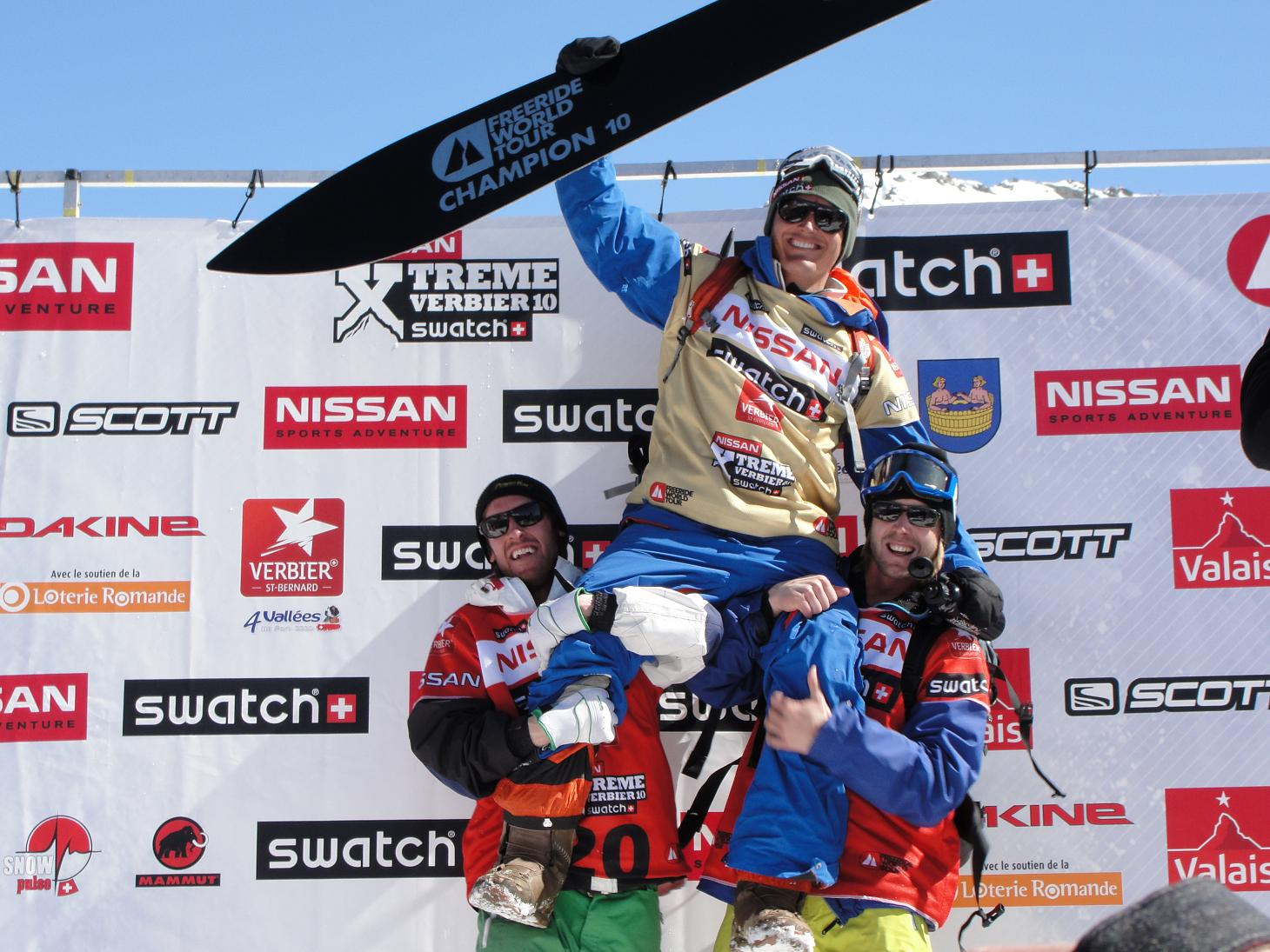
Сноубордисты-победители Freeride World Tour 2010. Слева направо: Матт Аннетс, Ксавье де Ле Рю, Митч Тёлдерер

### Мужчины

#### Горные лыжи
1. Кандид Товекс CANDIDE THOVEX, Франция
2. Кай Закриссон KAJ ZACKRISSON, Швеция
3. Хенрик Винстед HENRIK WINDSTEDT, Швеция

#### Сноуборд
1. Ксавье де Ле Рю (XAVIER DE LE RUE), Франция
2. Митч Тёлдерер (MITCH TOELDERER), Австрия
3. Матт Аннетс (MATT ANNETTS), США

### Женщины

#### Горные лыжи
1. Ане Эндеруд (ANE ENDERUD), Норвегия
2. Джесс МакМиллан (JESS MC MILLAN) , США
3. Жаклин Паасо (JACLYN PAASO), США

#### Сноуборд
1. Алин Бок (ALINE BOCK) (Германия)
2. Сюзан Мол (SUSAN MOL) (США)
3. Натали Зенклюзен (NATHALIE ZENKLUSEN), Швейцария

## Сильнейшие спортсмены по результатам 2009 года

### Мужчины

#### Горные лыжи
1. Орильен Дюкро (AURELIEN DUCROZ) (Франция)
2. Рейне Баркеред (REINE BARKERED) (Швеция)
3. Сверре Лильеквист (SVERRE LILIEQUIST) (Швеция)

#### Сноуборд
1. Ксавье де Ле Рю (XAVIER DE LE RUE) (Франция)
2. Алекс Кудрэ (ALEX COUDRAY) (Швейцария)
3. Макс Зипсер (MAX ZIPSER) (Австрия)

### Женщины

#### Горные лыжи
1. Ане Эндеруд (ANE ENDERUD) (Норвегия)
2. Мария Перссон (MARJA PERSSON) (Швеция)
3. Джесс МакМиллан (JESS MCMILLAN) (США)

#### Сноуборд
1. Сюзан Мол (SUSAN MOL) (США)
2. Алин Бок (ALINE BOCK) (Германия)
3. Жеральдина Фаснахт (G. FASNACHT) (Швейцария)